# オッポルツァー (小惑星)
オッポルツァー (1492 Oppolzer) は、小惑星帯に位置する小惑星。フィンランドの天文学者ユルィヨ・バイサラがトゥルクで発見した。
チェコの天文学者、テオドール・オッポルツァーに因んで命名された。